# Задача о порядке перемножения матриц
Задача о порядке перемножения матриц — классическая задача динамического программирования, в которой дана последовательность матриц {\displaystyle A_{1},A_{2},\dots ,A_{n}} и требуется минимизировать количество скалярных операций для вычисления их произведения. Матрицы предполагаются совместимыми по отношению к матричному умножению (то есть количество столбцов {\displaystyle A_{i-1}} совпадает с количеством строк {\displaystyle A_{i}} матрицы).

## Подробное описание задачи
Произведение матриц — ассоциативная операция, которая принимает на вход две матрицы размером k×m и m×n и возвращает матрицу размером k×n, потратив на это kmn операций умножения.
Когда матрицы велики по одному измерению и малы по другому, количество скалярных операций может серьёзно зависеть от порядка перемножений матриц. Допустим, нам даны 3 матрицы {\displaystyle A_{1},A_{2},A_{3}} размерами соответственно 10×100, 100×5 и 5×50. Существует 2 способа их перемножения (расстановки скобок): {\displaystyle ((A_{1}A_{2})A_{3})} и {\displaystyle (A_{1}(A_{2}A_{3}))}. В первом случае нам потребуется 10·100·5 + 10·5·50 = 7500 скалярных умножений, а во втором случае 100·5·50 + 10·100·50 = 75000 умножений — разница налицо. Поэтому может быть выгоднее потратить некоторое время на предобработку, решив, в каком порядке лучше всего умножать, чем умножать сразу в лоб.
Таким образом, даны n матриц: {\displaystyle A_{1}:\,p_{0}\times p_{1}}, {\displaystyle A_{2}:\,p_{1}\times p_{2}}, …, {\displaystyle A_{n}:\,p_{n-1}\times p_{n}}. Требуется определить, в каком порядке перемножать их, чтобы количество операций умножения было минимальным.

## Решение задачи
Разберём 2 способа решения задачи, чтобы показать, насколько выгодно динамическое программирование в данном случае.

### Перебор всех вариантов расстановки скобок
Оценим, сколько же нужно перебрать вариантов расстановки. Обозначим через {\displaystyle P(n)} количество способов расстановки скобок в последовательности, состоящей из n матриц. Когда матрица одна, то расставлять нечего, вариант один. Если {\displaystyle n\geq 2}, то количество вариантов, которым можно расставить скобки является произведением количества вариантов, которым можно расставить скобки в составляющих результирующую матрицу произведениях (т.е. если {\displaystyle A_{3}=A_{1}*A_{2}}, то количество вариантов, которым мы можем получить матрицу {\displaystyle A_{3}} равно произведению количества способов получить матрицу {\displaystyle A_{1}} на количество способов получить {\displaystyle A_{2}}). Разбиение на матрицы, {\displaystyle A_{1}} и {\displaystyle A_{2}} может производиться на границе k-й и (k + 1)-й матриц для {\displaystyle k=1,2,\dots ,n-1}. Получаем рекуррентное соотношение:
{\displaystyle P(n)=\left\{{\begin{array}{ll}1,\ n=1\\\sum _{k=1}^{n-1}P(k)P(n-k),\ n>=2\end{array}}\right.}
Решением аналогичного рекуррентного соотношения является последовательность чисел Каталана, возрастающая как {\displaystyle \Omega \left({\frac {4^{n}}{n^{1.5}}}\right)}. Зависимость получается экспоненциальная, непригодная для практического применения в программах. Разберём более перспективный способ.

## Динамическое программирование

### Сведение задачи к подзадачам
Обозначим результат перемножения матриц {\displaystyle A_{i}A_{(i+1)}...A_{j}} через {\displaystyle A_{i..j}}, где i<=j. Если i<j, то существует такое k, которое разбивает {\displaystyle A_{i..j}} между матрицами {\displaystyle A_{k}} и {\displaystyle A_{k+1}}, i<=k<j. То есть для вычисления {\displaystyle A_{i..j}} надо сначала вычислить {\displaystyle A_{i..k}}, потом {\displaystyle A_{k+1..j}} и затем их перемножить.
Выбор k является аналогом расстановки скобок между матрицами. Выбрав некоторое k мы свели задачу к двум аналогичным подзадачам для матриц {\displaystyle A_{i..k}} и {\displaystyle A_{k+1..j}}.

### Рекурсивное решение
Обозначим через m[i, j] минимальное количество скалярных умножений для вычисления матрицы {\displaystyle A_{i..j}}. Получаем следующее рекуррентное соотношение:
{\displaystyle m[i,j]=\left\{{\begin{array}{ll}0,&i=j\\\min \limits _{i\leq k<j}\{m[i,k]+m[k+1,j]+p_{i-1}p_{k}p_{j}\},&i<j\end{array}}\right.}
Объясняется оно просто: для того, чтобы найти произведение матриц {\displaystyle A_{i..j}} при i=j не нужно ничего делать — это и есть сама матрица {\displaystyle A_{i}}. При нетривиальном случае мы перебираем все точки разбиения матрицы {\displaystyle A_{i..j}} на матрицы {\displaystyle A_{i..k}} и {\displaystyle A_{k+1..j}}, ищем кол-во операций, необходимое чтобы их получить и затем перемножаем для получения матрицы {\displaystyle A_{i..j}}.(Оно будет равно кол-ву операций, потраченное на решение подзадач + стоимость умножения матриц {\displaystyle A_{i..k}A_{k+1..j}}). Считаем, что размеры матриц заданы в массиве {\displaystyle p} и размер матрицы {\displaystyle A_{i}} равен {\displaystyle p_{i-1}\times p_{i}}. Как обычно рекурсивный метод нельзя использовать напрямую — он будет экспоненциальным из-за большого кол-ва перекрывающихся подзадач.

### Динамическое программирование
Будем запоминать в двумерном массиве m результаты вычислений для подзадач, чтобы избежать пересчета для уже вычислявшихся подзадач. После вычислений ответ будет в m[1,n](Сколько перемножений требуется для последовательности матриц от 1 до n — то есть ответ на поставленную задачу).Сложность алгоритма будет O{\displaystyle \left(n^{3}\right)}, так как у нас {\displaystyle {n \choose 2}} вариантов выбора i, j : {\displaystyle 1\leq i\leq j\leq n} и {\displaystyle O(N)} точек разделения для каждого варианта. Детали станут понятны из реализации.

## Реализация
Java
В методе main – пример из начала статьи. Если запустить, выведет 7500, как и ожидается.
```
public
 
class
 
MatrixChain
 
{

     
/*

	 * Возвращает ответ на задачу об оптимальном перемножении матриц, используя

     * динамическое программирование.

	 * Асимптотика решения - O(N^3) время и O(N^2) память.

	 * 

	 * @param p массив размеров матриц, см.статью 

	 * @return минимальное количество скалярных умножений, необходимое для решения задачи

	 */
	

    
public
 
static
 
int
 
multiplyOrder
(
int
[]
 
p
)
 
{

		
int
 
n
 
=
 
p
.
length
 
-
 
1
;

		
int
[][]
 
dp
 
=
 
new
 
int
[
n
][
n
]
;

		

		
for
 
(
int
 
i
 
=
 
0
;
 
i
 
<
 
n
;
 
++
i
)
 
{

			
dp
[
i
][
i
]
 
=
 
0
;

		
}

		

		
for
 
(
int
 
l
 
=
 
1
;
 
l
 
<
 
n
;
 
++
l
)
 
{

			
for
 
(
int
 
i
 
=
 
0
;
 
i
 
<
 
n
 
-
 
l
;
 
++
i
)
 
{

				
int
 
j
 
=
 
i
 
+
 
l
;

				
dp
[
i
][
j
]
 
=
 
Integer
.
MAX_VALUE
;

				
for
 
(
int
 
k
 
=
 
i
;
 
k
 
<
 
j
;
 
++
k
)
 
{

					
dp
[
i
][
j
]
 
=
 
Math
.
min
(
dp
[
i
][
j
]
,

                                        
dp
[
i
][
k
]
 
+
 
dp
[
k
 
+
 
1
][
j
]
 
+
 
p
[
i
]
 
*
 
p
[
k
 
+
 
1
]
 
*
 
p
[
j
 
+
 
1
]
);

				
}

			
}

		
}

		
return
 
dp
[
0
][
n
 
-
 
1
]
;
 

	
}

	

	
public
 
static
 
void
 
main
(
String
[]
 
args
)
 
{

		
int
[]
 
test
 
=
 
{
 
10
,
 
100
,
 
5
,
 
50
 
};

		
System
.
out
.
println
(
MatrixChain
.
multiplyOrder
(
test
));

	
}

}

```

C#
Приведены только методы, которые непосредственно выполняют необходимые расчеты
dataStore — объект класса, который хранит все данные
Его атрибуты:
```
public
 
List
<
List
<
int
>>
 
m
;
		            
//матрица m

public
 
List
<
List
<
int
>>
 
s
;
				    
//матрица s

public
 
List
<
List
<
int
>>
 
result
;
			    
//результат всех перемножений

public
 
List
<
List
<
List
<
int
>>>
 
source
;
	    
//массив из 2-мерных матриц (A0,A1,...,An) которые нужно перемножить

public
 
List
<
int
>
 
sizes
 
=
 
new
 
List
<
int
>
();
	
//размеры матриц (записаны таким образом - 12,10,7,4 => значит 3 матрицы размерами 12x10,10x7,7x4)

public
 
string
 
order
 
=
 
new
 
string
(
'a'
,
 
0
);
	
//правильное расположение скобок

```

Функциональные участки кода:
```
//© Paulskit 27.03.2010

//метод который находит матрицу m и s (там же под них и выделяется память)

private
 
void
 
matrixChainOrder
(){

	
int
 
n
 
=
 
dataStore
.
sizes
.
Count
 
-
 
1
;

	
//выделяем память под матрицы m и s

	
dataStore
.
m
 
=
 
new
 
List
<
List
<
int
>>
();

	
dataStore
.
s
 
=
 
new
 
List
<
List
<
int
>>
();

	
for
 
(
int
 
i
 
=
 
0
;
 
i
 
<
 
n
;
 
i
++
){

	    
dataStore
.
m
.
Add
(
new
 
List
<
int
>
());

	    
dataStore
.
s
.
Add
(
new
 
List
<
int
>
());

	    
//заполняем нулевыми элементами

	    
for
 
(
int
 
a
 
=
 
0
;
 
a
 
<
 
n
;
 
a
++
)
 
{

	        
dataStore
.
m
[
i
].
Add
(
0
);

	        
dataStore
.
s
[
i
].
Add
(
0
);

	    
}

	
}

	
//выполняем итерационный алгоритм

	
int
 
j
;

	
for
 
(
int
 
l
 
=
 
1
;
 
l
 
<
 
n
;
 
l
++
)
 
{

	    
for
 
(
int
 
i
 
=
 
0
;
 
i
 
<
 
n
 
-
 
l
;
 
i
++
)
 
{

	        
j
 
=
 
i
 
+
 
l
;

	        
dataStore
.
m
[
i
][
j
]
 
=
 
int
.
MaxValue
;

	        
for
 
(
int
 
k
 
=
 
i
;
 
k
 
<
 
j
;
 
k
++
)
 
{

                
int
 
q
 
=
 
dataStore
.
m
[
i
][
k
]
 
+
 
dataStore
.
m
[
k
 
+
 
1
][
j
]
 
+

	                    
dataStore
.
sizes
[
i
]
 
*
 
dataStore
.
sizes
[
k
 
+
 
1
]
 
*
 
dataStore
.
sizes
[
j
 
+
 
1
];

	            
if
 
(
q
 
<
 
dataStore
.
m
[
i
][
j
])
 
{

	                
dataStore
.
m
[
i
][
j
]
 
=
 
q
;

	                
dataStore
.
s
[
i
][
j
]
 
=
 
k
;

	            
}

	        
}

	    
}

    
}

}

//метод - простое перемножение 2-х матриц

private
 
List
<
List
<
int
>>
 
matrixMultiply
(
List
<
List
<
int
>>
 
A
,
 
List
<
List
<
int
>>
 
B
)
 
{

    
int
 
rowsA
 
=
 
A
.
Count
;

    
int
 
columnsB
 
=
 
B
[
0
].
Count
;

    
//column count of A == rows count of B

    
int
 
columnsA
 
=
 
B
.
Count
;

    
//memory alloc for "c"

    
List
<
List
<
int
>>
 
c
 
=
 
new
 
List
<
List
<
int
>>
();

    
for
 
(
int
 
i
 
=
 
0
;
 
i
 
<
 
rowsA
;
 
i
++
)
 
{

        
c
.
Add
(
new
 
List
<
int
>
());

        
for
 
(
int
 
a
 
=
 
0
;
 
a
 
<
 
columnsB
;
 
a
++
)
 
{

            
c
[
i
].
Add
(
0
);

        
}

    
}

    
//do multiplying

    
for
 
(
int
 
i
 
=
 
0
;
 
i
 
<
 
rowsA
;
 
i
++
)
 
{

        
for
 
(
int
 
j
 
=
 
0
;
 
j
 
<
 
columnsB
;
 
j
++
)
 
{

            
for
 
(
int
 
k
 
=
 
0
;
 
k
 
<
 
columnsA
;
 
k
++
)
 
{
 

                
c
[
i
][
j
]
 
+=
 
A
[
i
][
k
]
 
*
 
B
[
k
][
j
];

            
}

        
}

    
}

    
//return value

    
return
 
c
;

}

//метод, который непосредственно выполняет перемножение в правильном порядке

//первоначально вызывается таким образом

//dataStore.result = matrixChainMultiply(0, dataStore.sizes.Count - 2); 

private
 
List
<
List
<
int
>>
 
matrixChainMultiply
(
int
 
i
,
 
int
 
j
)
 
{

	
if
 
(
j
 
>
 
i
)
 
{

        
List
<
List
<
int
>>
 
x
 
=
 
matrixChainMultiply
(
i
,
 
dataStore
.
s
[
i
][
j
]);

        
List
<
List
<
int
>>
 
y
 
=
 
matrixChainMultiply
(
dataStore
.
s
[
i
][
j
]
 
+
 
1
,
 
j
);

        
return
 
matrixMultiply
(
x
,
 
y
);

    
}

    
else
 
return
 
dataStore
.
source
[
i
];

}

//метод печатающий строку с правильной расстановкой скобок

private
 
void
 
printOrder
(
int
 
i
,
 
int
 
j
){

    
if
 
(
i
 
==
 
j
)
 
{

        
order
 
+=
 
"A"
 
+
 
i
.
ToString
();

    
}
 
else
 
{

        
order
 
+=
 
"("
;

        
printOrder
(
i
,
 
dataStore
.
s
[
i
][
j
]);

        
order
 
+=
 
"*"
;

        
printOrder
(
dataStore
.
s
[
i
][
j
]
 
+
 
1
,
 
j
);

        
order
 
+=
 
")"
;

    
}

}

```